# Dorfkirche Zützen (Golßen)

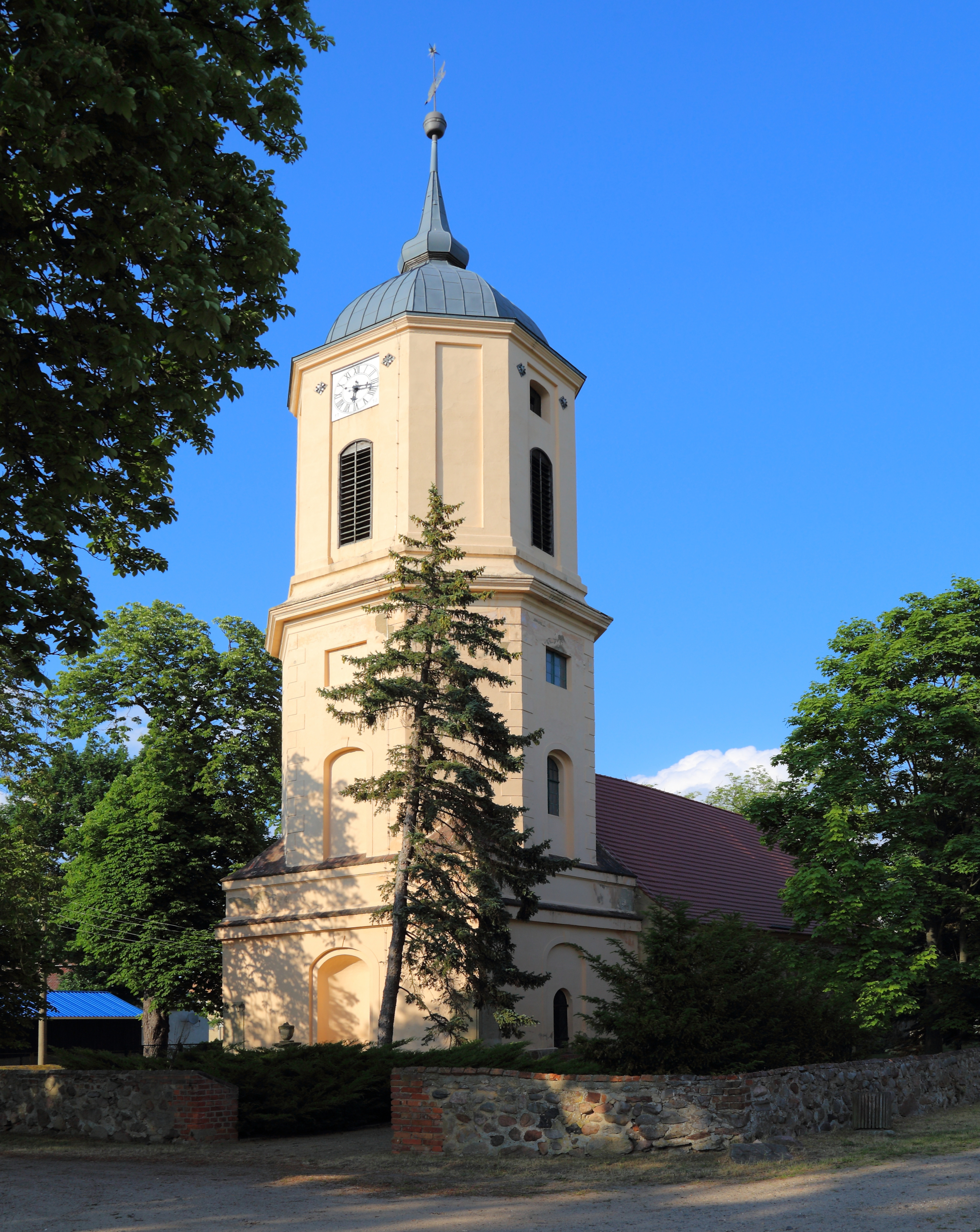
Dorfkirche Zützen (2015)

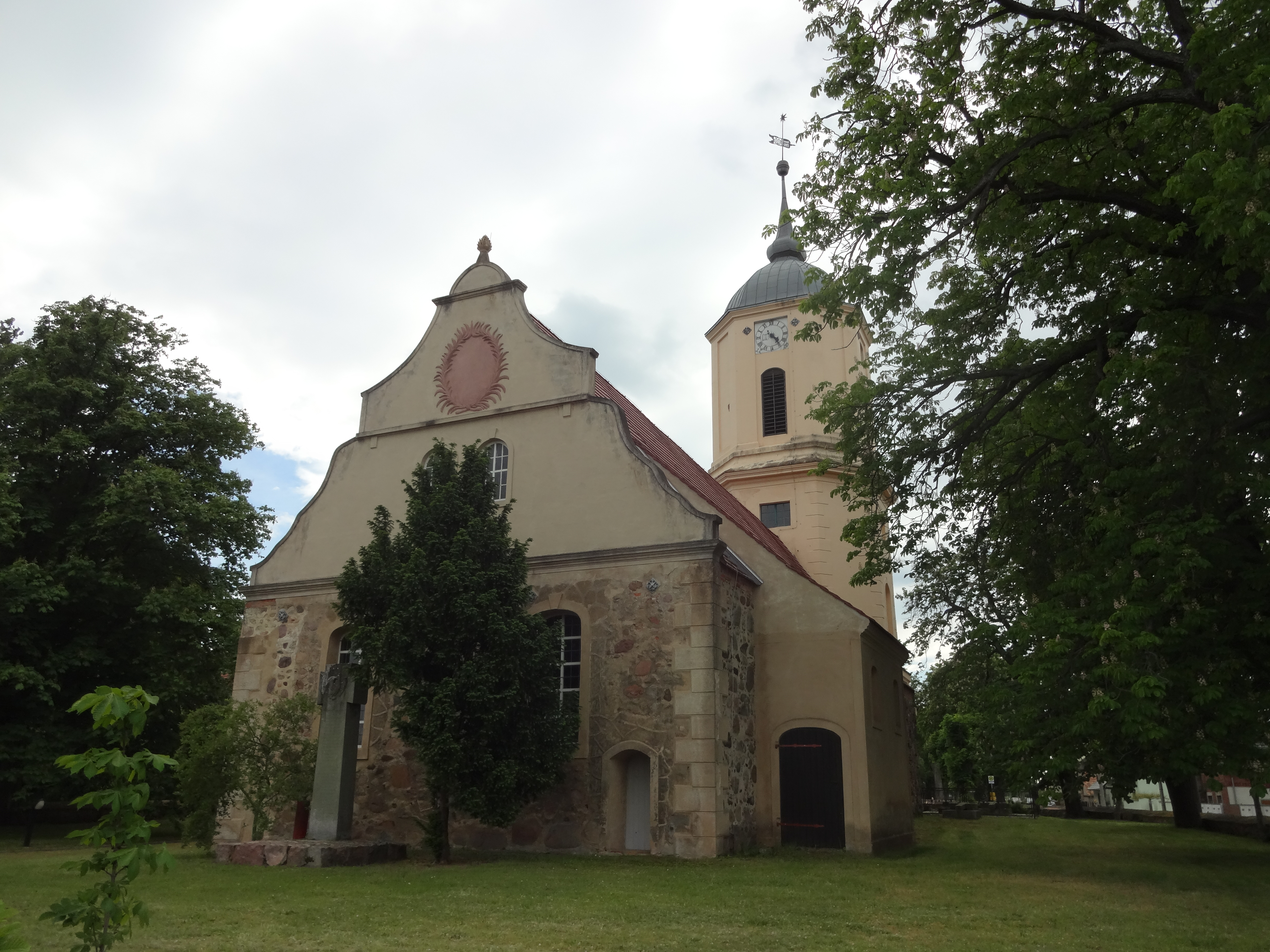
Ansicht von Osten (2019)

Die Dorfkirche Zützen ist das Kirchengebäude des Ortes Zützen im Landkreis Dahme-Spreewald in Brandenburg. Das Gebäude gehört der Kirchengemeinde Zützen im Pfarrsprengel Dahme-Berste-Land und ist Teil des Kirchenkreises Niederlausitz in der Evangelischen Kirche Berlin-Brandenburg-schlesische Oberlausitz. Es ist unter der offiziellen Bezeichnung Dorfkirche und Kirchhof mit Kirchhofmauer, Grabmalen, Familiengrabanlage von Kleist und Kriegerdenkmal als Baudenkmal eingetragen.

## Lage
Die Bundesstraße 96 führt von Norden kommend in südöstlicher Richtung durch den Ort. Sie trennt den historischen Dorfanger, der sich in West-Ost-Richtung befindet. Die Kirche steht westlich der Bundesstraße auf einem Grundstück mit einem Kirchfriedhof, der mit einer Mauer aus unbehauenen und nicht lagig geschichteten Feldsteinen eingefriedet ist.

## Geschichte
Die Dorfkirche von Zützen wurde im 15. Jahrhundert errichtet. Sie ist ein einfacher Feldsteinbau und hatte nach dem Bau zunächst noch keinen Turm. Der verputzte Westturm wurde in den Jahren 1769 und 1770 ergänzt, dabei wurden unter dem Kirchenpatronat derer von Kleist auch das Kirchenschiff erneuert und eine Loge an der Nordostseite angebaut; letztere wurde 1906 wieder abgerissen. Das südliche Stufenportal stammt aus der Bauzeit. Die Wand des Ostgiebels ist im Stil des Barock geschweift. Er stammt vermutlich aus dem dritten Viertel des 18. Jahrhunderts.
Das Innere verfügt über eine flache Balkendecke mit einem mittleren Unterzug, an der Westwand befindet sich die Orgelempore. Zwischen 1996 und 2004 wurde die Dorfkirche erneut saniert. Um die Kirche herum befindet sich der Kirchhof, dieser ist mit einer Feldsteinmauer mit Ziegelabdeckung umzogen. An der Ostseite neben der Bundesstraße 96 ist der Kirchhof durch ein massives spitzbogiges Eingangsportal zugänglich. Im Jahr 2020 wurde der Kirchturm nach einem Blitzeinschlag stark beschädigt, die darauf folgende Sanierung wurde im September 2023 abgeschlossen.
Im 19. Jahrhundert gehörte die Kirchengemeinde Zützen bereits zur Superintendentur Luckau, aus der später der Kirchenkreis Luckau gebildet wurde. Von 1922 bis 1953 gehörte der Kirchenkreis zur Evangelischen Kirche der altpreußischen Union und danach zur Evangelischen Kirche der Union. Am 1. März 1998 fusionierte der Kirchenkreis Luckau mit dem Kirchenkreis Lübben-Calau zu dem neuen Kirchenkreis Lübben, seit 2003 ist die Kirchengemeinde Zützen ein Teil der Evangelischen Kirche Berlin-Brandenburg-schlesische Oberlausitz. 2010 fusionierte der Kirchenkreis Lübben mit dem Kirchenkreis Finsterwalde zum heutigen Kirchenkreis Niederlausitz. Die Dörfer Gersdorf und Sagritz sind nach Zützen eingepfarrt.

## Baubeschreibung
Das Bauwerk entstand im Wesentlichen aus Feldsteinen, die unbehauen und nicht lagig geschichtet verarbeitet wurden. Bei Ausbesserungsarbeiten kam aber auch vermehrt rötlicher Mauerstein zum Einsatz. Der Chor ist gerade und nicht eingezogen. An der Südseite sind zwei große, segmentbogenförmige Fenster. Ihre Form wird durch verputzte Faschen mit einem Schlussstein nochmals betont. An der Nordosteckt ist eine kleine, gedrückt-segmentbogenförmige Pforte. Der Giebel ist verputzt und zweigeteilt. Im unteren Bereich sind zwei kleine Rundbogenfenster. Darüber folgt ein Gesims, gefolgt von einem aufrechtstehenden Medaillon, das als Blende ausgeführt wurde.
Das Kirchenschiff hat einen rechteckigen Grundriss. Im östlichen Bereich ist ein kleiner, rechteckiger Anbau, der von Osten her betreten werden kann. An der Nordseite sind zwei zugesetzte, gedrückt-segmentbogenförmige Fenster. Ein weiteres, zugesetztes Fenster ist an der Westseite, darunter eine kleine Pforte. Der Anbau ist mit einem Schleppdach in das Satteldach des Schiffs optisch integriert. Daran schließt sich an der übrigen Fassade je ein weiteres, gedrückt-segmentbogenförmiges Fenster im westlichen und östlichen Bereich an. An der Südseite befinden sich insgesamt vier Rundbogenfenster, ebenfalls mit betonter Fasche und Schlussstein. Zwischen dem dritten und vierten Joch ist ein fünffach getrepptes, spitzbogenförmiges Gemeindeportal, das noch aus der Bauzeit stammen dürfte.
Der quadratische Kirchturm fußt auf einem Sockel aus unbehauenen Feldsteinen, ist ansonsten jedoch verputzt. An den drei zugänglichen Seiten ist je eine rundbogenförmige Blende. In sie ist an der Nordseite ein kleines, vergittertes Fenster eingearbeitet, während sie an der Westseite zu einer Vertiefung ausgeformt ist. Von der Südseite aus besteht ein Zugang über eine kleine Treppe. Oberhalb eines breiten Gesimse geht der Turm in einen achteckigen Aufsatz über, dessen Ecken mit Quaderputz versehen sind. Mittig sind weitere Blenden, darüber ein weiteres Gesims. Im Glockengeschoss sind an vier Seiten je eine hochrechteckige Klangarkade, gefolgt von einer Turmuhr an der West- und Ostseite. Der Turm schließt mit einer geschweiften Haube sowie einer Turmkugel mit Wetterfahne und Stern ab.

## Ausstattung

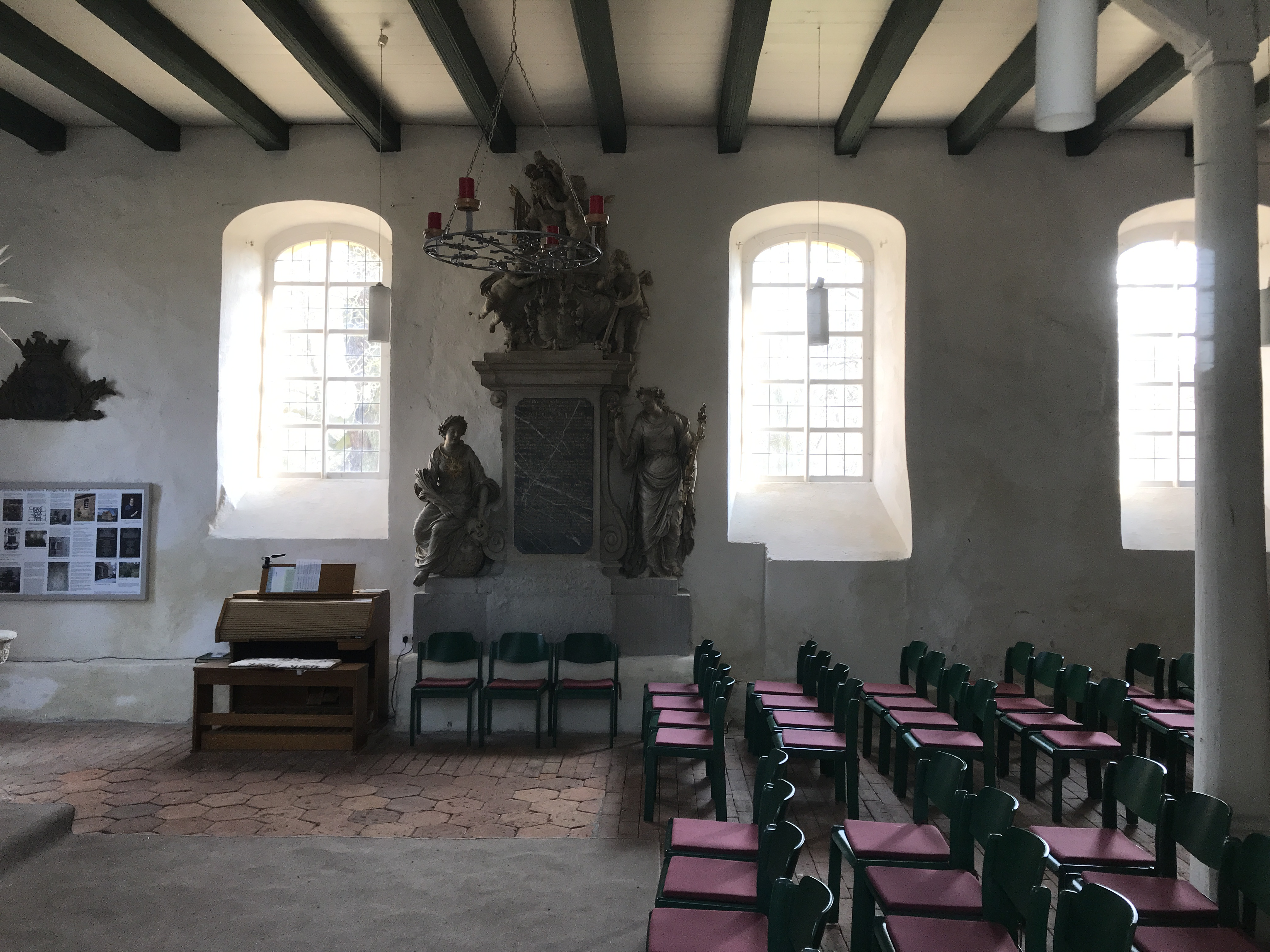
Blick ins Kirchenschiff (2020)

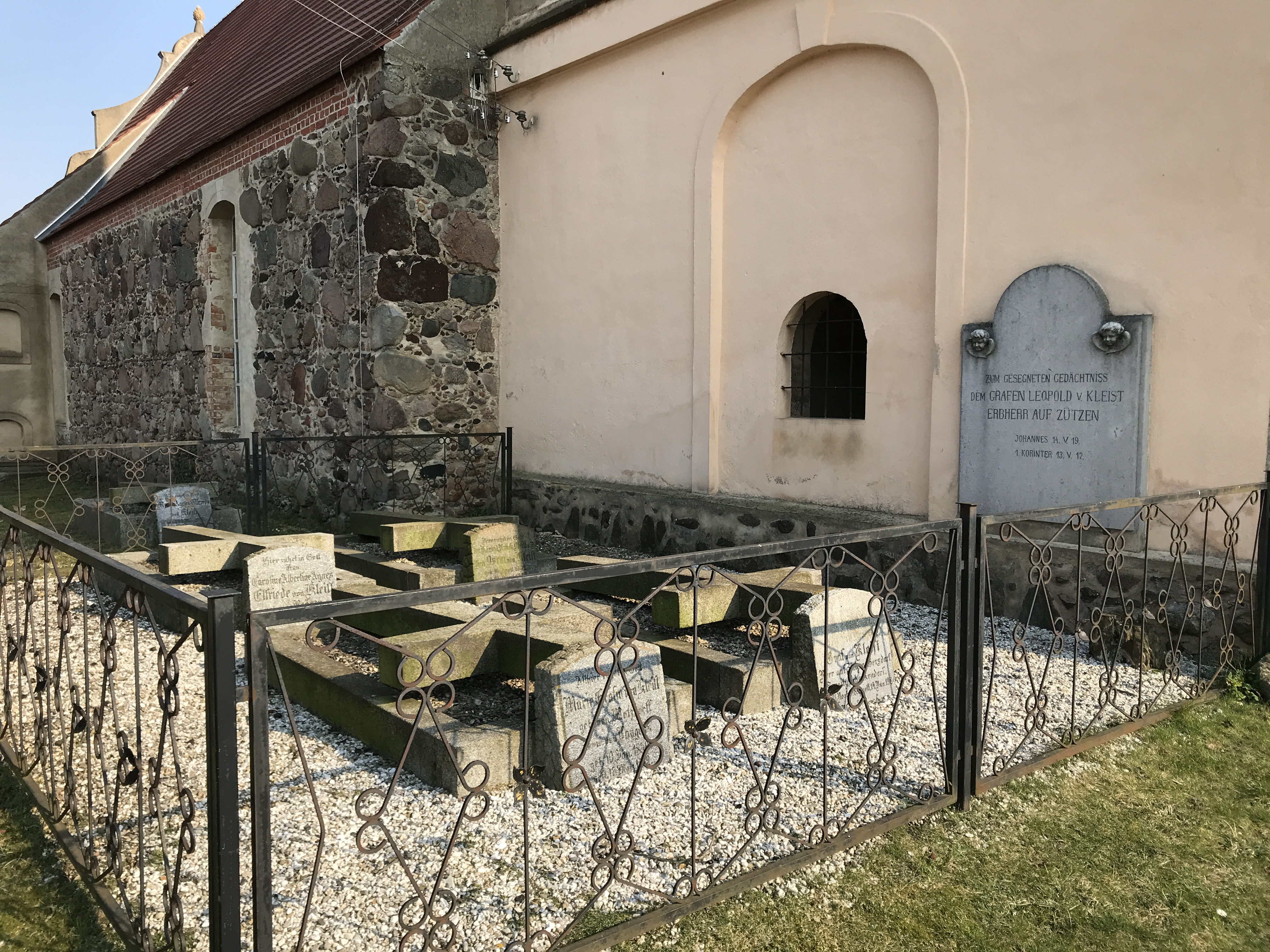
Erbbegräbnisstätte von Kleist

Die Dorfkirche Zützen erhielt im Jahr 1710 eine reichhaltige frühbarocke Ausstattung. Der Altaraufsatz wurde in dieser Zeit von Christian Zimmermann aus Luckau geschaffen. Der dreigeschossige Aufbau zeigt Gemälde des Letzten Abendmahls, der Kreuzigung Jesu, Himmelfahrt und Auferstehung. Die Kanzel wurde 1998 restauriert. Die Sandsteintaufe aus dem Jahr 1809 wurde von der Familie v. Kleist gestiftet, die damals die Grundherrschaft über das Dorf Zützen besaß.
Etwa ab 1770 gab es in der Kirche eine Orgel. Der heutige Prospekt wurde im Jahr 1913 von der Orgelbauwerkstatt Alexander Schuke geschaffen. In den Jahren 1996 und 1997 wurde er einer Generalsanierung unterzogen.
An der Südwand des Kirchengebäudes befindet sich ein aufwendiges Grabdenkmal für den preußischen Offizier und Standesherren auf Zützen Karl Wilhelm von Kleist und dessen Ehefrau Eva. An der Nordwand befindet sich ein weiteres Grabdenkmal für Georg Erdmann Gottlob von Langen. Vor dem Westturm steht auf einem kreisrunden Sockel eine Urne aus dem Jahr 1776/1780. Sie ist Caroline Augustine, Anna Sopha und Carl Friedrich Steuerlin gewidmet. An der Nordwestecke ist das Erbbegräbnis derer von Kleist aus den Jahren 1900/1940. Sie werden durch weitere Epitaphe an den Turmwänden ergänzt. Links neben dem Südportal befindet sich ein dreiteiliges Epitaph, das an die 1820 verstorbene E. Maximiliane Greiffenhagen, ihren Schwager, den ebenfalls 1820 verstorbenen Prediger Christian Friedrich Zehe sowie seine Frau Sophie Dorotha erinnert, die bereits 1812 verstarb. Rechts des Portals erinnert ein gusseisernes Grabkreuz aus dem Jahr 1835/1836 an Emilie Louise Auguste Zehe. Neben dem Turm befinden sich vier weitere Gräber aus Granit für die Familie von Kleist.
Östlich vor der Kirche steht ein Kriegerdenkmal für die im Krieg gefallenen Soldaten aus der Kirchengemeinde Zützen; es wurde in den 1920er-Jahren aufgestellt.